# Dysgonia mandschuriana
Dysgonia mandschuriana  là một loài bướm đêm thuộc họ Erebidae. Loài này có ở Trung Quốc, Nhật Bản (Honshu, Kyushu), Hàn Quốc (North, miền trung, South, đảo Jeju) và vùng Viễn Đông Nga (vùng Primorye).